# Maláj fütyülőrigó
A maláj fütyülőrigó (Myophonus robinsoni) a madarak osztályának verébalakúak (Passeriformes) rendjébe és a légykapófélék (Muscicapidae) családjába tartozó faj.

## Rendszerezése
A fajt William Robert Ogilvie-Grant skót ornitológus írta le  1905-ben, Myiophonus melanurus néven.

## Előfordulása
Malajziában a Maláj-félszigeten honos. Természetes élőhelyei a szubtrópusi vagy trópusi síkvidéki és hegyi esőerdők, folyók és patakok környékén. Állandó, nem vonuló faj.

## Megjelenése
Testhossza 26 centiméter, testtömege 87-105 gramm.

## Életmódja
Valószínűleg rovarokkal táplálkozik.

## Szaporodása
Fészekalja 1-2 tojásból áll.

## Természetvédelmi helyzete
Az elterjedési területe kicsi, egyedszáma 2500-9999 példány közötti és csökken. A Természetvédelmi Világszövetség Vörös listáján mérsékelten fenyegetett fajként szerepel.